# Combattenti per la pace
Combattenti per la Pace (in ebraico לוחמים לשלום) è un movimento nato nel 2005, costituito da Israeliani e Palestinesi che perseguono l'ideale di una convivenza pacifica fra i popoli la quale deve essere conquistata servendosi dell'arma della non-violenza.
I fondatori di questo movimento sono giovani israeliani e palestinesi i quali, nel loro passato, hanno preso parte ad azioni violente nei confronti del "nemico", i primi in qualità di soldati dell'esercito israeliano, i secondi collaborando alla lotta violenta per la liberazione della Palestina.
I membri di questo movimento sono persone che, dopo aver imbracciato a lungo le armi ed aver osservato il volto dell'"altro" unicamente attraverso il mirino di un'arma da fuoco, hanno deciso di rifiutare l'odio e la violenza e di combattere in modo non-violento per la pace. 
I Combattenti per la Pace sono convinti che, soltanto unendo le forze dei due popoli israeliano e palestinese, sia possibile fermare la spirale di violenza che sta distruggendo le loro terre, mettere fine all'occupazione militare della Palestina e all'oppressione della popolazione palestinese da parte dell'esercito israeliano.
I membri del movimento hanno elaborato la convinzione secondo la quale non è possibile mettere pace fra due popoli servendosi di mezzi violenti, per questo essi rifiutano di prendere parte a qualsiasi azione violenta che provochi dolore e offenda la dignità e la libertà dell'"altro". 
I Combattenti per la Pace, dunque, promuovono azioni ed iniziative che mirano al dialogo, alla conoscenza e alla comprensione reciproca. Essi credono che il dialogo e la riconciliazione fra i popoli siano le uniche armi che permetteranno di porre fine all'occupazione esercitata da Israele sui territori occupati palestinesi, di bloccare l'espansione delle colonie israeliane che si trovano illegalmente in territorio palestinese e di dar vita ad uno Stato Palestinese che abbia come capitale Gerusalemme est, accanto al già esistente Stato di Israele.
A livello pratico, il movimento, fin dai primi mesi del 2005, organizza incontri fra Israeliani e Palestinesi. Questi incontri sono l'occasione per parlare della violenza inflitta e subita, ma anche per riflettere insieme sulla non-violenza come arma vincente per la risoluzione del conflitto.